# Zabrachia madagascariensis
Zabrachia madagascariensis är en tvåvingeart som beskrevs av Lindner 1959. Zabrachia madagascariensis ingår i släktet Zabrachia och familjen vapenflugor.
Artens utbredningsområde är Madagaskar. Inga underarter finns listade i Catalogue of Life.